# Слепота (роман)
«Слепота́» (порт. Ensaio sobre a cegueira) — роман португальского писателя Жозе Сарамаго, лауреата Нобелевской премии по литературе 1998 года, впервые опубликованный в 1995 году.

## Сюжет
В неназванном городе внезапно начинается эпидемия «белой слепоты» — люди теряют зрение, но не погружаются во тьму, а видят лишь молочное сияние. Государство в панике помещает первых заболевших в карантинную зону (бывшую психбольницу), где быстро устанавливается хаос.
Главная героиня — жена офтальмолога, единственный человек, который не ослеп, но притворяется слепой, чтобы остаться с мужем. Благодаря её зрению и внутренней силе, небольшая группа выживших сохраняет человечность в условиях полной деградации.

## Восприятие
Британская энциклопедия характеризует роман как «одна из величайших аллегорий в мировой литературе XX века, леденящая душу и мрачная мораль о беззаконии и добре».

## Экранизации
- В 2008 году бразильский режиссёр Фернанду Мейреллиш снял по роману одноимённый фильм.

## Комментарии
1. ↑  англ. one of the greatest allegories in 20th-century world literature, is a chilling and macabre moral tale of iniquity and goodness.